# Mappae Clavicula

La Mappae clavicula « Petite clef de la peinture », est une compilation de recettes artisanales concernant le travail des métaux, du verre, des mosaïques, et des teintures. Le texte, en latin médiéval, nous est parvenu par des manuscrits des IXe – XIIe siècles. Son noyau remonterait à des traductions en latin des papyrus gréco-égyptiens sur le savoir-faire des artisans et des alchimistes.

## Les manuscrits
La Mappae clavicula « petite clé de la peinture » a été signalée une première fois en 821-822 dans un catalogue préparé à l’abbaye bénédictine de Reichenau en Allemagne (R. Halleux, 2002) où il était enregistré sous le nom de Mappae clavicula de efficio auro. Ce manuscrit est maintenant en grande partie perdu puisque ne subsiste qu'un fragment au Klosterneuburg en Autriche (datant donc du IXe siècle).
Les deux versions principales sont celles du IXe siècle (Sélestat 17) et du XIIe siècle (Phillipps 3715).
En 1824, Thomas Phillipps découvre à Paris un manuscrit de la Mappae clavicula. Il en publie en 1847 une transcription complète. Ce codex daté du XIIe siècle est maintenant au Musée du verre de Corning (Corning Museum of Glass) à New York, sous la cote ms. Philipps 3715.
L’autre codex important se trouve dans la  Bibliothèque humaniste de Sélestat (en Alsace) où il a été localisé en 1878 par Arthur Giry. Il date du IXe siècle.
En 1974, C. S. Smith et J. G. Hawthorne publièrent une étude importante sur le Mappae clavicula avec la reproduction en facsimilé des copies des manuscrits de Phillipps et de Sélestat et la première traduction du manuscrit de Phillipps en anglais.

## Origine
Les recettes du Mappae clavicula remontent probablement au savoir-faire artisanal des métallurgistes et joaillers gréco-égyptiens tel qu'il nous est parvenu par les papyrus de Stockholm et de Leyde, compilés aux environs du IIIe siècle en Haute-Égypte.
Ces procédures servirent de base pour les recherches des alchimistes gréco-égyptiens du IIIe – IVe siècles, et on les retrouve élaborées dans un cadre philosophique dans les textes de l'alchimiste Zosime de Panopolis.
Le noyau de la Mappae clavicula dériverait donc d'une traduction latine des papyrus grecs de Leyde et Stockholm, d'un traité alchimique de Zosime traduit en syriaque et du corpus hermétique ; il ne doit donc pas être vu dans le contexte de la pratique des artisans du Moyen Âge. À la suite du déclin de l'Empire romain d'Occident, l'alchimie et presque tout le savoir grec avaient été perdus durant le Haut Moyen Âge européen. Le Mappae clavicula est donc une rare exception de bribes de savoir grec préservées à partir du IXe siècle (avec le traité du moine Théophile, Diversarium artium schedula).
La Mappae clavicula fait partie de la littérature des secrets, des réceptaires latins en métallurgie, alchimie, teinture, etc., où s'illustrent les œuvres de Bolos de Mendès (100 av. J.-C.), les Papyrus de Leyde et de Stockholm, les Compositiones ad tingenda musica « Instructions pour colorer les mosaïques » dits Manuscrit de Lucques (VIIIe siècle), plus tard le Secretum secretorum, le De coloribus et artibus Romanorum d'Éraclius (Xe siècle), le De diversis artibus de Théophilus (1120), le Grand Albert, les Kunstbüchlein (1530 ss.), l' Opera nova intitilata Dificio di ricette (1525), les Secreti d'Alessio Piemontese (1555), Antoine Mizault (1555), les livres de Leonardo Fioravanti (vers 1570), l'œuvre de Giambattista della Porta (Magia naturalis, 1589), etc.

## Contenu
La Mappae clavicula contient environ 300 recettes et opérations chimiques diverses, comme des instructions pour fabriquer des colorants et des pigments, pour la peinture des verres, la teinture de textiles, la production de verre coloré, la chrysographie (Χρυσογραφια "écriture en or" procédure pour imiter la peinture à l'or) et aussi des savoir-faire de métallurgistes.
Ces recettes sont très courtes ; elles donnent le nom des ingrédients et en une ou deux phrases, et indiquent comment les combiner. Cette structure très concise des recettes est commune dans la littérature des recettes allant de l'Égypte romaine jusqu'à la Renaissance.
Comme dans les papyrus gréco-égyptiens de recettes artisanales ou alchimiques, on trouve dans la Mappae clavicula des recettes d'imitation de pierres et gemmes. Ainsi, la rareté de l'azurite (une pierre qui sous forme cristalline va du bleu azur au bleu de Prusse) incita les artisans à mettre au point un bleu de cuivre artificiel dont la Mappae clavicula se fait l'écho :
| De l'azur (De Lazorio) Si vous voulez faire un autre azur, prenez une ampoule en cuivre très pur et mettez dedans de la chaux jusqu'au milieu, et puis remplissez-la de vinaigre très fort ; fermez-la et luttez-la ; puis mettez cette ampoule dans la terre ou dans tout autre lieu chaud, et laissez-la jusqu'à un mois ; et ensuite ouvrez l'ampoule. |
Cette recette apparaîtra par la suite dans les réceptaires de recettes pour la préparation de pigments.
Une bonne partie des recettes du  Compositiones de Lucques se retrouvent dans la Mappae clavicula. Anne-Françoise Cannella a relevé de nombreuses recettes de teintures ou de chrysographie qui se retrouvent verbatim dans les deux manuscrits. Ainsi la tenture verte du verre :
| Teinture verte du verre. Broyez bien le verre. Par livre de verre, mettez trois drachmes de limaille de cuivre pur et cuisez pendant trois jours. |
Les textes latins sont quasi identiques.
La Mappae comporte aussi plusieurs exemples de teinture de peaux, comme :
| Teindre une peau en rouge Laissez la peau reposer dans un bain de chaux pendant six jours, puis mettez-la dans un mélange de sel et d’orge pour sept jours de plus. Ensuite laissez-la sécher, puis pétrissez-la. Après ceci, préparez du vermillon avec du vin en faisant chauffer le tout, et versez le bouillon à l’intérieur des peaux cousues en outre en l’y laissant pendant une heure, enfin laissez-les sécher. |
ou de la coloration du verre en rouge, qui laisse penser aux spécialistes que le procédé est beaucoup trop simple pour être efficace
| Pour faire du verre rouge. Si vous voulez faire du verre rouge, prenez des cendres pas trop bien cuites et faites comme ceci : prenez des limailles de cuivre, brûlez-les jusqu'à ce qu'elles soient réduites en poudre et jetez-les dans le mélange. Vous obtiendrez un verre rouge que l'on appelles galienum. |
Un certain nombre de recettes se trouvaient déjà chez  Pline. Ainsi, pour la découpe de la pierre (précieuse), la Mappae propose de déposer de l'émeri sur la lame de la scie suivant un procédé proposé par Pline (H.N. XXXVI, 51) chez qui l'émeri était remplacé par le sable.
| La trempe de [la couleur] verte ...Procure-toi des lames de cuivre et de la poudre d'émeri fine. Avec la pierre que tu veux couper, prend la scie et mets un petit peu de ta salive au milieu [de la lame]. Puis mets la poudre par-dessus ou tout près en la maintenant fermement et tu actionneras la scie en sciant la pierre. |
La Mappae clavicula propose aussi  l'utilisation d'émeri pour le polissage des pierres, recette aussi présentes dans Pline et Compositiones de Lucques.
Signalons aussi deux recettes longues et précises pour fabriquer du savon. La procédure consiste à lessiver à l'eau chaude des cendres pour en extraire de la soude, puis de mélanger celle-ci avec de l'huile d'olive. On connaît des textes sumériens et égyptiens décrivant des produits fait de graisse et de cendres, mais jamais ne sont mentionnées l'usage de leurs propriétés détergentes pour l'hygiène du corps et des vêtements. De même, si les Grecs et Romains de l'Antiquité connaissaient bien le savon, on sait aussi qu'ils se lavaient généralement avec de l'eau, de l'argile, du sable, des pierres ponces etc.. Les Romains utilisaient une sorte de racloir, le strigile, pour se racler la sueur, après leurs combats dans les thermes. Au Ier siècle, Pline, indique « Le savon, cette invention des Gaulois, est également bon pour teindre les cheveux. On le fabrique avec du suif et de la cendre. » (Pline , H.N. XXVIII, 191).
Les manuscrits à partir du XIIe siècle comportent aussi une phrase énigmatique que Marcelin Berthelot a réussi à déchiffrer. La voici : 
« De commixtione puri et fortissimi xknk cul III qbsuf tbmkt cocta in ejus negocii vasis fit aqua quae accensa flammam incumbustant servat materiam ».
 Comme nous dit Berthelot, « les mots énigmatiques sont faciles à interpréter...Il suffit en général de remplacer chacune des lettres du mot par celle qui la précède dans l'alphabet. » On trouve ainsi 
| xknk  | = vini  |
| qbsuf | = parte |
| tbmkt | = salis |

et le passage peut être traduit ainsi
| « D'un mélange de vin fort et pur avec trois parts de sel, cuit dans un vase destiné à cet usage, sort une eau qui une fois allumée, brûle en préservant la matière [sur laquelle elle est déposée] sans la brûler » |
Il s'agit de l'alcool qui peut en effet brûler dans certaines conditions, à la surface des corps sans les enflammer. À ce sujet, Anne Wilson avance une hypothèse très audacieuse : il s'agirait d'une recette déjà donnée par Hippolyte de Rome vers +200, établissant que la distillation du vin (pour produire de l'eau-de-vie) était connue dans certains milieux dès l'Antiquité et que la technique se serait transmise par l'intermédiaire des Gnostiques, Bogomiles et Cathares jusqu'au Moyen Âge européen.
Cette hypothèse ancienne (datant de Degering 1917 et Diels 1913), a été discutée et rejetée par de nombreux historiens des sciences (voir Forbes).
L'addition de sel peut actuellement paraître bizarre. La raison vient nous dit Berthelot que les chimistes d'alors pensaient que la grande humidité du vin s'opposait à son inflammabilité et qu'il fallait ajouter des produits comme les sels dont la grande siccité accroissait les propriétés combustibles.

### Texte
- (en) Mappae clavicula, Archaeologia, 32 (1847), p. 183-244. Trad. an. Cyril S. Smith et J. G. Hawthorne : Mappae clavicula. A little key to the world of medieaval technique, Philadelphie, American Philosophical Society, vol. 64, 1974.

### Études
- William Eamon, Science and the Secrets of Nature, Princeton University Press, 1996.
- Robert Halleux et Paul Meyvaert, "Les origines de la Mappae clavicula", Archives d'histoire doctrinale et littéraire du Moyen Âge, 62 (1987), po. 7-58.